# Journalisme de communication
Le journalisme de communication est un paradigme promu en 1996 par les universitaires québécois Jean Charron et Jean de Bonville. 

## Histoire
Le "journalisme de communication se définit comme celui qui remplacerait peu à peu un journalisme d'information en déclin et qui est capable d'approvisionner en nouvelles des médias d'un type nouveau, "omniprésents dans la vie quotidienne" et "capables de couvrir en direct presque toutes les actualités".
Dans sa forme, il adopte les mimiques du "journalisme citoyen", par exemple les postures d'hyper-subjectivité non seulement assumées mais affichées, quitte à se confondre avec les commentaires laissés par les internautes sous les articles ou sur les blogs, dont il est un vecteur.
S'appuyant sur l'observation de dérives médiatiques et des pratiques journalistiques, les créateur de ce paradigme estime que "la tradition journalistique centrée sur les notions d'information et d'objectivité serait en profonde mutation". Pour eux, le résultat est que l'emprise commerciale et financière assujettissant la responsabilité sociale des médias a amené les journalistes à abdiquer leurs responsabilités professionnelles et rechercher d'autres sources de légitimité. La critique de cette théorie s'appuie sur le fait qu'elle n'a pas pris en compte assez les différences culturelles fondamentales, dans la pratique du journalisme, entre les deux côtés de l'Atlantique.